# História do Oriente Médio

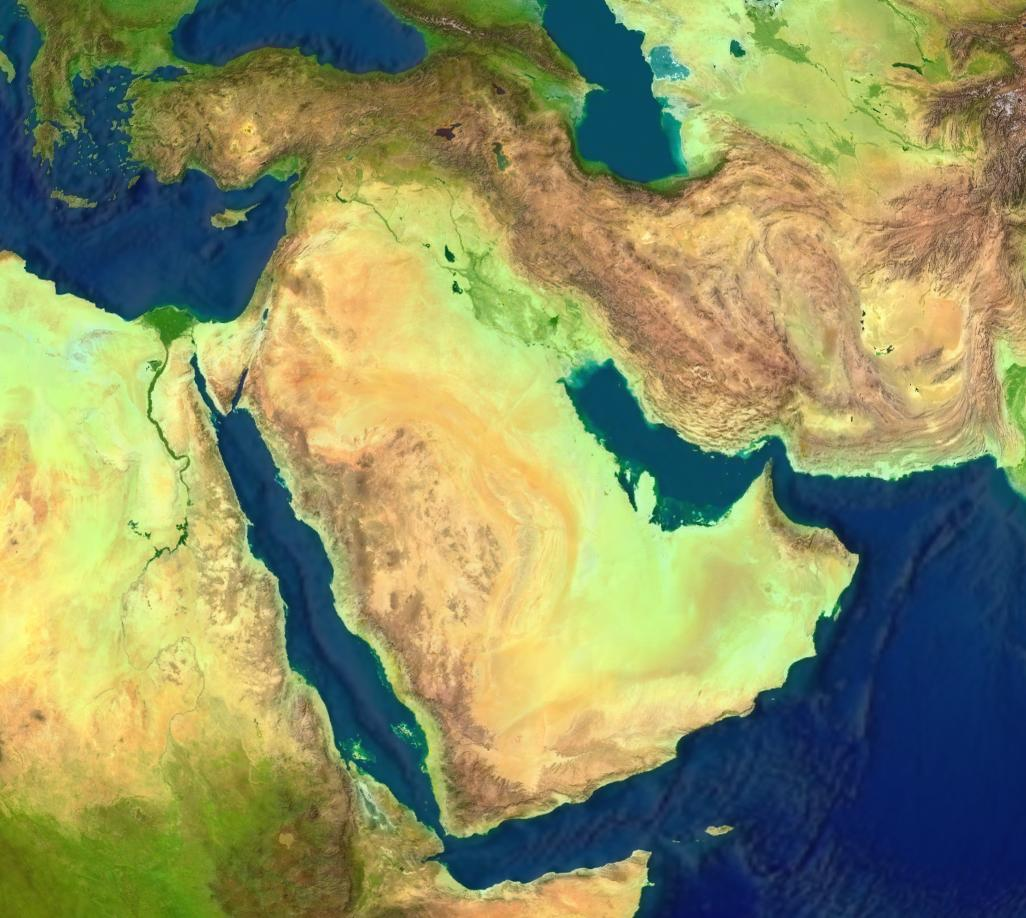
Mapa do Oriente Médio

A História do Oriente Médio (português brasileiro) ou Médio Oriente (português europeu) é o conjunto dos eventos que ocorreram no Oriente Médio, região que fica na junção da europa, da ásia, da África, do Mar Mediterrâneo e do Oceano Índico. É o local de nascimento e centro espiritual do cristianismo, islão, judaísmo, Yazidi, e no Irã do mitraísmo, zoroastrismo, maniqueísmo e da Fé Bahá'í. Ao longo de sua história, o Oriente Médio tem sido um grande centro de negócios do mundo e uma área estratégica em termos econômicos, políticos, culturais e religiosos.
As primeiras civilizações da Mesopotâmia e do Egito antigo, originaram-se no Crescente Fértil e em regiões do vale do Nilo do antigo Oriente, assim como as civilizações da Península do Levante, Pérsia e da Arábia. O Oriente Médio foi unificado pela primeira vez sob o império Aquemênida seguido mais tarde pelo Império Macedônio e, mais tarde pelos impérios iranianos, a saber, o Império Arsácida e o Império Sassânida. No entanto, seriam os Califados árabes na Idade Média ou Idade de Ouro Islâmica, que primeiramente iriam unificar todo o Oriente Médio como uma região distinta e criar a identidade étnica dominante que persiste até hoje. Os turcos seljúcidas, o Império Otomano e os safávidas também depois dominariam a região.
O moderno Oriente Médio surgiu após a Primeira Guerra Mundial, quando o Império Otomano, que foi aliado com as derrotadas Potências Centrais, foi dividido em um número de nações separadas. Outros acontecimentos marcantes nesta transformação incluem a criação de Israel em 1948 e a saída das potências europeias, nomeadamente o Reino Unido e a França. Eles foram suplantados em parte pela crescente influência dos Estados Unidos.
No século XX, ações importantes da região do petróleo deu-lhe nova importância estratégica e econômica. A produção em massa do petróleo começou por volta de 1945, com a Arábia Saudita, Irã, Cuaite, Iraque e Emirados Árabes Unidos com grandes quantidades de petróleo. As reservas de petróleo estimadas, especialmente na Arábia Saudita e Irã são alguns das mais altos do mundo, e o cartel internacional do petróleo da Opep (Organização dos Países Exportadores de Petróleo) é dominado por países do Oriente Médio.
Durante a Guerra Fria, o Oriente Médio foi um teatro de luta ideológica entre as duas superpotências: os Estados Unidos e a antiga União Soviética, que competiam por zonas de influências e aliados regionais. É claro que, além dos motivos políticos, houve também o "conflito ideológico" entre os dois sistemas. Neste quadro contextual, os Estados Unidos procuraram desviar o mundo árabe da influência soviética.
Desde o final da Segunda Guerra Mundial, a região tem tido períodos de relativa paz e tolerância, pontuada por conflitos e guerras como a Guerra do Golfo, Guerra do Iraque, o conflito árabe-israelense e o programa nuclear do Irã.

## O Antigo Oriente Médio

### Berço da civilização
As primeiras civilizações da história foram estabelecidas na região hoje conhecida como Oriente Médio por volta de 3500 a.C. na planície da Mesopotâmia (Iraque) entre os rios Eufrates e Tigre, amplamente considerado como o berço da civilização. Os sumérios, acádios, babilônios e assírios floresceram nesta região. Logo depois da civilização suméria começar, o vale do rio Nilo, do Egito antigo estava unificado sob os Faraós no 4º milênio a.C., e civilização se espalhou rapidamente através do Crescente Fértil até a costa oeste do Mar Mediterrâneo e em todo o Levante. Os fenícios, os hebreus e outros mais tarde construíram importantes estados da região.

### Império Aquemênida

O império de Alexandre expandido em seu ápice desde a Europa até o antigo Oriente Médio

A partir do século VI a.C., vários impérios dominaram a região, começando com o Império Aquemênida dos aquemênidas, seguido pelo Império Macedônio fundado por Alexandre o Grande, e reinos sucessores, como o Egito ptolemaico e do estado selêucida da Síria.
O Império Aquemênida foi posteriormente revivido pelos partos no segundo século antes de Cristo e continuado pelos sassânidas do século II d.C. Este império dominaria parte do que é agora considerado o Oriente Médio e continuaria a influenciar o resto da região do Oriente Médio até a conquista islâmica da Pérsia no século VII.

### Império Romano
No século I a.C., a expansão da República Romana absorveu a totalidade da área do Mediterrâneo Oriental (que incluía a maior parte do Oriente Médio) e sob o Império Romano a região foi unificada com a maior parte da Europa Ocidental e Norte da África em uma única unidade política e econômica. Mesmo áreas que não anexadas diretamente tornaram-se fortemente influenciadas pelo Império, que se tornou a mais poderosa entidade política e cultural durante séculos. Embora a cultura latina tenha se disseminado pela região, a cultura e a língua grega foi estabelecida pela primeira vez na região pelo Império Macedônio que iria continuar a dominar durante todo o período romano. As cidades no Oriente Médio, especialmente Alexandria, tornaram-se grandes centros urbanos do Império e a região se tornou "celeiro" do Império como o grande produtor agrícola.
Com o cristianismo se espalhando pelo Império, ele se enraizou no Oriente Médio e cidades como Alexandria e Antioquia tornaram-se importantes centros de erudição cristã. Por volta do século V, o cristianismo romano era a religião dominante no Oriente Médio com outras religiões (gradualmente incluindo seitas cristãs heréticas como os gnósticos) sendo ativamente reprimidas. Os laços do Oriente Médio para a cidade de Roma seriam gradualmente cortado como o Império dividido em Oriente e Ocidente com o Oriente Médio tornando-se vinculado à nova capital romana de Constantinopla. A posterior queda de Roma e do Império Romano do Ocidente, portanto, tiveram um impacto direto mínimo na região. O Império Romano do Oriente, posteriormente conhecido como o Império Bizantino, governando desde os Balcãs até o rio Eufrates, tornou-se cada vez mais definidos e dogmático sobre o cristianismo gradativamente criando dissensões entre as doutrinas religiosas ditadas pela criação, em Constantinopla, e os fiéis em muitas partes do Oriente Médio. Na época grega tinha voltado para a "língua franca" da região, apesar de etnias como os sírios e os hebreus continuarem a existir. Sob o domínio greco-bizantino a área do Levante conheceu uma era de estabilidade e prosperidade.

## Oriente Médio Medieval

### Califado islâmico

Idade dos Califados
Expansão sob Muhammad, 622-632
Expansão durante o Califado Ortodoxo, 632-661
Expansão durante o Califado Omíada, 661-750

A partir do século VII d.C., um novo poder estava nascendo no Oriente Médio, o do Islã, enquanto os impérios romano, bizantino e persa sassânida estavam enfraquecidos, devido a séculos de guerras e impasses durante as Guerras Romano-Persas. Em uma série de rápidas conquistas muçulmanas, os exércitos árabes, motivados pelo Islã e liderados pelo califas e habilidosos comandantes militares, como Khalid Walid ibn-al, invadiram a maior parte do Oriente Médio, reduzindo os territórios de Bizantino por mais da metade e engolindo completamente os territórios persas. Na Anatólia, sua expansão foi bloqueada pelos bizantinos ainda capazes, com a ajuda dos búlgaros. As províncias bizantinas romanas da Síria, norte da África e Sicília, no entanto, não foi possível montar essa resistência, e os conquistadores muçulmanos avançaram naquelas regiões. No extremo oeste, atravessaram o mar, tendo a invadido a Hispânia visigótica antes de serem interrompidos no sul da França pelos francos. Em sua maior extensão, o Califado Ortodoxo foi o primeiro império a controlar todo o Oriente Médio, além de 3/4 da região do Mediterrâneo, o único império além do Império Romano que controlou a maioria do Mar Mediterrâneo. Seriam os califados árabes da Idade Média que primeiramente unificariam todo o Oriente Médio como uma região distinta e criariam a identidade étnica dominante que persiste até hoje. O Império Seljúcida também depois dominaria a região.
Grande parte do Norte de África se tornou uma área periférica aos principais centros muçulmanos no Oriente Médio, mas a Ibéria (Al Andalus) e Marrocos logo romperam com esse controle à distância e fundaram uma das sociedades mais avançadas do mundo na época, juntamente com Bagdá, no Mediterrâneo Oriental.
Entre 831 e 1071, o Emirado da Sicília, foi um dos principais centros da cultura islâmica no Mediterrâneo. Após a sua conquista pelos normandos da ilha desenvolveu a sua própria cultura distinta, com a fusão de influências árabes, ocidentais e bizantinas. Palermo continuou a ser um importante centro artístico e comercial do Mediterrâneo durante a Idade Média.
A África estava revivendo, no entanto, como o Estado mais organizado e centralizado, começou a se formar no final da Idade Média após o Renascimento do século XII. Motivados pela religião e sonhos de conquista, os reis da Europa aproveitaram-se da desorganização no Levante e lançaram uma série de cruzadas para tentar reverter o domínio muçulmano e retomar a Terra Santa. As Cruzadas tiveram êxito neste objetivo, especialmente a Primeira Cruzada, mas foram muito mais eficientes para o enfraquecimento do Império Bizantino, que já estava cambaleante e começou a perder uma quantidade crescente de território para os turcos otomanos. Eles também reorganizaram o equilíbrio de poder no mundo muçulmano como o Egito, que mais uma vez surgiu como uma grande potência no Mediterrâneo oriental.

### Turcos, cruzados e mongóis
O domínio dos árabes chegou a um fim súbito em meados do século XI com a chegada dos turcos seljúcidas, migrando do sul da terra natal turca na Ásia Central, que conquistaram a Pérsia, Iraque (capturando de Bagdá em 1055), Síria, Palestina e Hejaz. O Egito ficou sob o califas Califado Fatímida até 1169, quando também caiu para os turcos.
Apesar de suas grandes perdas territoriais no século VII, o Império Bizantino Cristão tinha continuado a ser uma potente força econômica e militar no Mediterrâneo impedindo a expansão árabe em grande parte da Europa Ocidental. Os seljúcidas derrotam o exército bizantino do século XI e se instalam em Anatólia, efetivamente, marcando o fim da influência bizantina na região. Os seljúcidas governaram a maior parte da região do Oriente Médio nos próximos 200 anos, mas seu império dividiu-se em breve uma série de sultanatos menores.
Os cristãos da Europa Ocidental tinham encenado uma notável recuperação econômica e demográfica no século XI desde o nadir de suas fortunas no século VII. A fragmentação do Oriente Médio permitiu unirem forças, principalmente a Inglaterra, França e o emergente Sacro Império Romano para intervir militarmente na região. Em 1095, o Papa Urbano II, havendo respondido aos apelos do imperador bizantino, convocou a aristocracia europeia para reconquistar a Terra Santa para o cristianismo, e em 1099 os cavaleiros da Primeira Cruzada tomaram a cidade de Jerusalém. Os cruzados fundaram o Condado de Edessa, o Principado de Antioquia, o Condado de Trípoli e o Reino de Jerusalém. Ao longo dos anos, os turcos reconquistaram esses territórios inclusive Jerusalém, em 1187, com os exércitos do sultão Saladino. Os últimos bastiões cristãos na Terra Santa restringiram-se a uma estreita faixa de terra entre Acre e Sidom, até que por fim foram conquistados em 1291.
No início do século XIII, uma nova onda de invasores, os exércitos mongóis do Império Mongol, varreu a região, saqueando Bagdá em 1258 e avançando até o sul da fronteira do Egito. O Mameluco Emir Baibars se dirigiu de Damasco para o Cairo, onde foi recebido pelo sultão Cutuz. Depois de tomar Damasco, o Ilcanato foi estabelecido e Hulagu exigiu que o sultão Cutuz entregasse o Egito, mas os enviados do sultão Cutuz tentaram matar Hulagu e, com a ajuda de Baibars, mobilizaram suas tropas. Embora Hulagu teve de deixar o Oriente, quando grão-cã Mangu Cã (r. 1251–1259) morreu em ação contra a Song do Sul, ele deixou seu lugar-tenente, o cristão Quedebuga, no comando. O Sultão Cutuz chamou o exército mongol em uma emboscada perto do rio Orontes, derrotou na Batalha de Aim Jalute e capturou e executou Quedebuga. Com esta vitória os turcos mamelucos tornaram-se sultões do Egito e o poder real no Oriente Médio e ganhou o controle da Palestina e da Síria, enquanto outros sultões turcos controlaram o Iraque e Anatólia até a chegada dos otomanos.

## Império Otomano

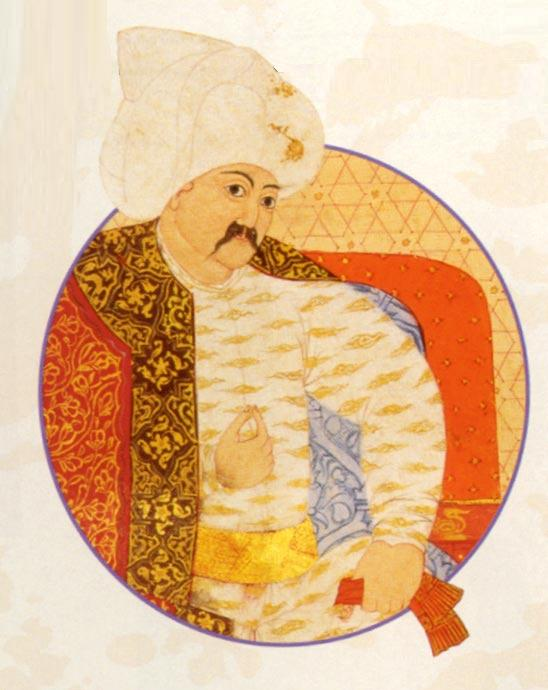
Selim, o Terrível, conquistador otomano do Oriente Médio

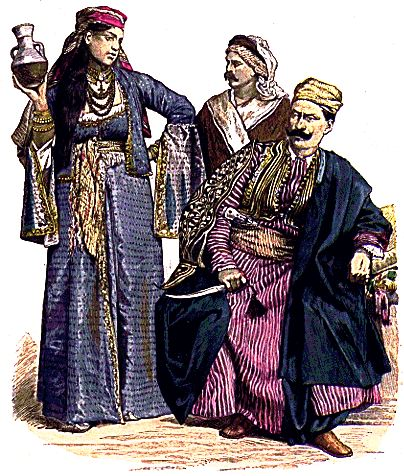
Habitantes do Médio Oriente até ao final da época otomana

No início do século XV, uma nova potência surgiu no oeste da Anatólia, os emires Otomanos, que, em 1453, capturaram a capital cristã bizantina de Constantinopla e tornaram-se sultões. Os mamelucos expulsaram os otomanos para fora do Oriente Médio durante um século, mas, em 1514, Selim, o Terrível, começou a conquista otomana sistemática da região. A Síria foi ocupada em 1516 e o Egito em 1517, extinguindo a linhagem mameluca. Os otomanos uniram toda a região sob um só governo, pela primeira vez desde o reinado do califa abássida do século X, e mantiveram o controle do mesmo por 400 anos.
Os otomanos também conquistaram toda a Grécia, os Balcãs, e a maior parte da Hungria, definindo a nova fronteira entre o leste e o oeste ao norte do Danúbio. Mas a Europa ocidental foi se expandindo muito rapidamente em sentido demográfico, cultural, científico, econômico e tecnológico com a nova riqueza das Américas alimentando um crescimento que lançou as bases para o desenvolvimento do capitalismo e da revolução industrial. Por volta do século XVII, a Europa tinha ultrapassado o mundo muçulmano em população e riqueza, e, mais importante, em tecnologia.
Em 1700, os otomanos foram expulsos da Hungria e a balança de poder na fronteira tinha mudado decisivamente em favor do Ocidente. Embora algumas áreas da Europa otomana, como a Albânia e a Bósnia, viram muitas conversões ao islão, a área, de maioria cristã ortodoxa, nunca foi culturalmente absorvida pelo mundo muçulmano. De 1700 a 1918, os otomanos constantemente recuaram, e no Oriente Médio caíram mais e mais para trás da Europa, tornando-se cada vez mais introspectivos e defensivos. Durante o século XIX, Grécia, Sérvia, Romênia, Bulgária afirmaram a sua independência, e nas Guerras dos Bálcãs de 1912-1913, os otomanos foram expulsos do continente europeu por completo, exceto da cidade de Constantinopla e seus arredores.

### Os impérios europeus se expandem para o Oriente Médio
Em 1798, Napoleão Bonaparte liderou uma expedição militar contra o Egito, mas não conseguiu conquistá-lo, marcou uma mudança na maré, pois a partir de então, os interesses europeus estariam cada vez mais focados sobre o Oriente Médio. No tempo decorrido desde a expansão do Império Otomano, a Europa havia se fortalecido e passou de uma atitude defensiva, graças à Revolução Industrial, um empurrão imperialista que levou as potências, como a Holanda, Inglaterra e França, a terem interesses na Índia, China, Malásia ou Indonésia e, portanto, olhar para o enfraquecimento do Império Otomano uma oportunidade para aproveitar a região e, assim, reduzir os tempos de viagem. Um pouco mais tarde, o Império Otomano sofreu sua primeira revolta nacionalista em grande escala, pelos gregos, que terminou com a independência da Grécia em 1823. Em 1839, esse processo de decomposição continuou com a independência do Egito, através da revolta de Mehmet Ali. Posteriormente, o Império Otomano se tornou o "homem doente da Europa", e se foi salvo de uma invasão imperialista europeia em larga escala, foi apenas porque a Inglaterra e a França estavam interessados em segurá-lo como um tampão para evitar que a Rússia, no norte, se apoderasse dos Balcãs e ganhasse acesso direto para o Mar Mediterrâneo.
Em 1869, o processo de invasão ocidental foi acelerado com a abertura do canal de Suez, que deu ao Egito inestimável valor estratégico na política mundial. Um pouco mais tarde, aproveitando-se da fraqueza monetária do paxá do Egito, o primeiro-ministro britânico Benjamin Disraeli, em nome da Rainha Vitória, comprou as ações do canal de Suez. Agora os europeus já não usavam apenas o Oriente Médio como uma parte do cenário político internacional, mas também intervinham diretamente nele.
Dominação logo se voltou para a conquista definitiva. A França anexou a Argélia em 1830 e a Tunísia em 1878. Os britânicos ocuparam o Egito em 1882, embora o tenha mantido sob soberania nominal otomana. Os britânicos também estabeleceram um controle eficaz no Golfo Pérsico, e os franceses estenderam sua influência no Líbano e na Síria. Em 1912, os italianos tomaram a Líbia e as ilhas de Dodecaneso, ao largo da costa da região central da Anatólia otomana. Os otomanos aliaram-se à Alemanha para protegê-los das outras potências ocidentais, mas o resultado foi o aumento da dependência financeira e militar da Alemanha.
Desta forma, o mundo ocidental se transformou ao longo do século XIX em uma referência incontornável para o Oriente Médio, gerando inúmeras perspectivas diferentes sobre a atitude a ser tomada em relação ao "problema europeu". Uma delas tratava-se do apoio do Império Otomano para revitalizar o Oriente Médio, como a maior potência muçulmana que seguia sendo, a fim de unir todos os domínios muçulmanos do Atlântico à Indonésia (pan-islamismo). A ideia do califado, o Império Otomano revitalizado, desempenhou um importante papel ideológico. Durante esse tempo, o Império Otomano recebeu várias chamadas de auxílio de muçulmanos das mais diversas regiões, incluindo a Indonésia e os principados muçulmanos da Ásia Central, para lutar contra a Rússia e as potências da Europa Ocidental, mas é claro que o Império Otomano não teria a capacidade de responder a tais pedidos desesperados. A outra forma que os muçulmanos procuraram foi, lentamente, absorver a ideia de nacionalismo, abrindo, assim, o caminho para a criação de futuros estados que integrariam o Oriente Médio a partir do século XX.
No último terço do século XIX, o Império Otomano, definitivamente, entrou em colapso, perdendo em 1878 quase todos os domínios nos Balcãs. Havia, portanto, confrontos sérios entre os intelectuais e grupos de militares susceptíveis de ocidentalização e os grupos tradicionais de poder conservador, incluindo nestes últimos os próprios sultões (enquanto califas).
No final do século XIX e início do XX, os governantes do Oriente Médio tentaram modernizar seus estados para competir mais eficazmente com as potências europeias. Os governantes reformistas como Maomé Ali no Egito, o sultão otomano Abdulamide II, e os autores da revolução de 1906 na Pérsia tentaram importar versões do modelo ocidental de governo constitucional, direito civil, educação laica e desenvolvimento industrial em seus países. Em toda a região ferrovias e linhas de telégrafos foram construídas, escolas e universidades foram abertas, e uma nova classe de oficiais do exército, advogados, professores e administradores surgiram, desafiando a liderança tradicional dos estudiosos islâmicos.
Infelizmente, em todos esses casos, o dinheiro para pagar as reformas foi emprestado a partir do ocidente, e as dívidas acachapantes acarretou levou à falência e ainda mais a dominação ocidental, que tende a desacreditar os reformadores. O Egito, por exemplo, caiu sob o controle britânico, porque os projetos ambiciosos de Muhammad Ali e seus sucessores levaram falência do Estado. Além disso, a ocidentalização do mundo islâmico criou exércitos profissionais, comandados por oficiais que estavam dispostos e capazes de tomar o poder para si, um problema que passou a atormentar Oriente Médio desde então. Havia também o problema que afetou todos os governantes da reforma absoluta: eles estavam preparados para considerar todas as reformas, exceto desistir do seu próprio poder. Abdulamide, por exemplo, tornou-se cada vez mais autocrático a medida que tentou impor reformas em seu império relutante. Os ministros reformistas na Pérsia também tentaram impor modernização em seus súditos, provocando afiada resistência.
Os reformadores mais ambiciosos foram os "Jovens Turcos", que tomaram o poder no Império Otomano em 1908. Liderados por um par ambicioso de oficiais do exército, İsmail Enver (Enver Paşa) e Ahmed Cemal (Cemal Paşa), e um advogado radical, Mehmed Talat (Talat Paşa), os Jovens Turcos inicialmente estabeleceram uma monarquia constitucional, mas logo se tornou uma junta, com Talat como grão-vizir e Enver como ministro da Guerra, que tentaram forçar um programa de modernização radical para o Império Otomano.
Os Jovens Turcos levaram ao massacre de 1,5 milhão de armênios e deportaram os armênios restantes para fora de sua terra natal. Isso está bem documentado e é conhecido como o primeiro genocídio do século - o genocídio armênio. Até agora, a Turquia nega as mortes dos armênios.
O plano tinha várias falhas. Em primeiro lugar, implicou em impor a língua turca e um governo centralizado para o que até então tinha sido um império multilinguístico e pouco regulado, o que alienou as regiões de língua árabe do império e causou uma onda de nacionalismo árabe. Em segundo lugar, levou o império a afundar cada vez mais em dívidas. E, em terceiro lugar, levou Enver Bey a formar uma aliança com a Alemanha, que era vista como a potência militar mais avançada da Europa, a custo do apoio da Grã-Bretanha, que tinha protegido os otomanos contra a invasão russa durante todo o século XIX.
Em 1914, a eclosão da I Guerra Mundial, o Império Otomano se viu arrastado para o lado da Tríplice Aliança (as Potências Centrais: Alemanha, Áustria e Itália), e com isto finalmente foi selado o seu destino.

## Nascimento da Turquia moderna

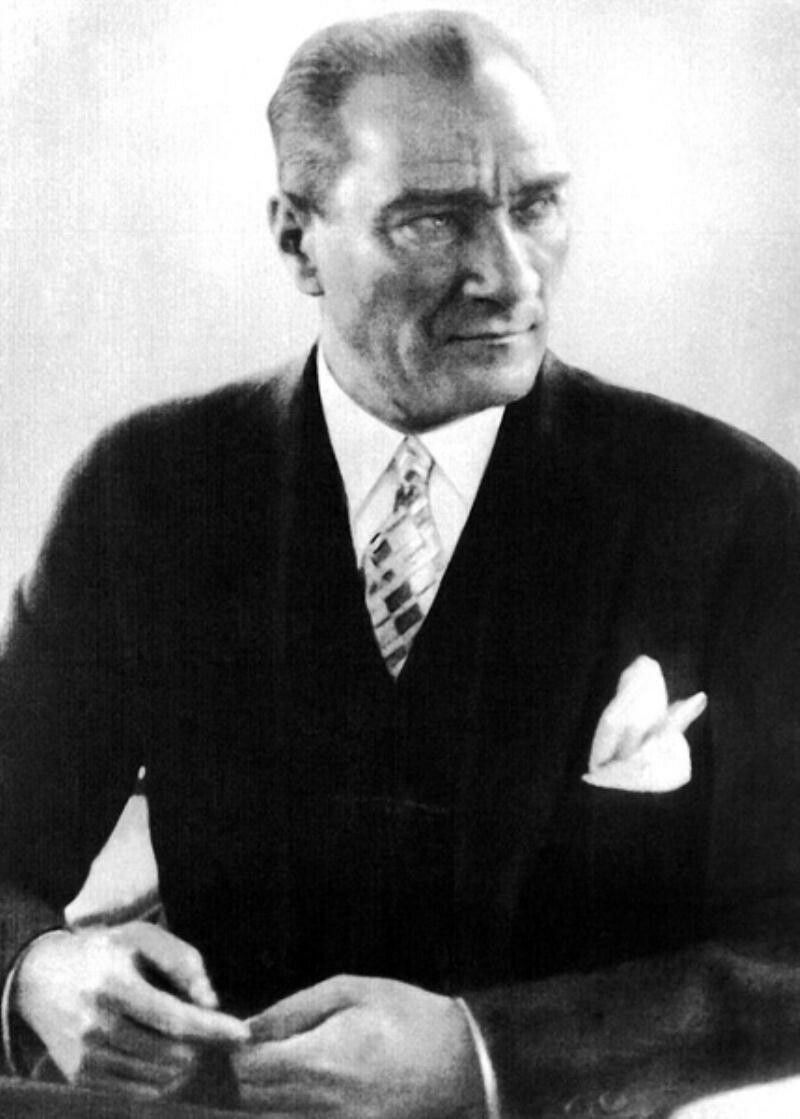
Kemal Atatürk, fundador da Turquia moderna

Os tratados que encerram a Primeira Guerra Mundial também significaram a desintegração final do Império Otomano. A monarquia otomana foi abolida a 1 de novembro de 1922. A República da Turquia foi proclamada a 29 de outubro de 1923. O califado otomano, o último remanescente da antiga monarquia, foi formalmente abolido a 3 de março de 1924, e o que restava do domínio otomano tornou-se a república moderna da Turquia, sob a liderança de Kemal Atatürk. Sob sua liderança, impôs uma drástica ocidentalização e secularização, que incluía não só a adaptação a ciência, técnica ou forma de governo ocidental, mas também a roupas e escrita. Aboliu-se o califado, mulheres foram emancipadas, fundamentou-se a utilização de um novo alfabeto turco baseado no alfabeto latino, em substituição do alfabeto árabe, e aboliu a jurisdição dos tribunais islâmicos.

## O regime dos mandatos
A Primeira Guerra Mundial foi uma oportunidade de ouro para as potências europeias que tentaram com êxito explorar a debilidade do Império Otomano para impor seu próprio domínio imperial nessas regiões. Entretanto, no final do século XIX, os europeus tinham inventado o motor de combustão interna e, portanto, encontraram um novo uso para o petróleo, por isso o controle dessas regiões se tornou um objetivo geopolítico. Os britânicos viam os otomanos como o elo fraco da aliança inimiga, e se concentraram em colocá-los fora da guerra. Quando um ataque direto falhou em Galípoli em 1915, eles se voltaram para fomentar uma revolução nos domínios otomanos, explorando a força do despertar do nacionalismo árabe. Os árabes tinham vivido mais ou menos felizes sob o domínio otomano durante 400 anos, até que os Jovens Turcos tentaram "turquificá-los" e alterar o sistema tradicional de governo. Os britânicos encontraram um aliado no xerife Huceine, o governante hereditário de Meca (e que muçulmanos acreditavam ser um descendente da família do Profeta Maomé), que liderou uma Revolta Árabe contra o domínio otomano, tendo recebido a promessa de independência árabe em troca. Assim, durante a I Guerra Mundial teve papel proeminente o guerrilheiro Lawrence da Arábia, que lutou contra os turcos em prol da independência dos povos sob seu domínio, unindo forças com o xerife Huceine ibne Ali, o líder de Meca, que liderou a revolta muçulmana contra os Otomanos, sob a promessa de Lawrence para obter uma rápida independência. Mas secretamente, Inglaterra e França assinaram o Acordo Sykes-Picot, que criou duas esferas de influência, para cada uma dessas nações, e implicava na divisão dos domínios otomanos.
Além disso, os britânicos prometeram através da Declaração de Balfour, ao movimento sionista internacional seu apoio à criação de uma pátria judaica na Palestina. E iniciou-se uma migração lenta, mas firme, de judeus da Europa Oriental para a Palestina como colonos que se instalaram nos kibutz. O resultado seria um aumento na tensão entre judeus e palestinos, e a gênese de um problema geopolítico internacional que por várias vezes envolveu o mundo inteiro. Embora historicamente conhecido por ser o local do antigo reino judeu de Israel e as nações sucessoras judaicas por 1 200 anos, aproximadamente entre 1100 a.C.-100, a área havia sido por 8 000 anos dos cananeus anteriores a esse período e teve uma grande população muçulmana árabe por mais de 1 300 anos (e uma grande população cristã bizantina no intervalo). Quando os otomanos partiram, os árabes proclamaram um estado independente em Damasco, mas estava muito fraco, militar e economicamente, para resistir às potências europeias durante muito tempo, e a Grã-Bretanha e França logo estabeleceram controle e rearranjaram o Oriente Médio para lhes agradar. Na época, também começou a questão judaica.
Por sua vez, havia três grandes focos políticos na região. O Egito, assegurou sua independência de jure, tornando-se uma monarquia, em 1922. Na Península Arábica, por sua vez, a Casa de Saud conseguiu unificar quase todos os domínios (com exceção de alguns emirados periféricos que sobrevivem até este século), e em 1932 tornou-se oficialmente a Arábia Saudita, desenvolvendo uma política amigável em relação ao interesses petrolíferos ocidentais, em particular com a Aramco. A Pérsia, por sua vez, continuou com um regime de semidependência para os capitais ocidentais, tendo uma forte interferência em seus assuntos internos, a Anglo Iranian Oil Company.
As potências ocidentais queriam impor-se ao resto do Oriente Médio, em seguida, foram confrontadas com o nacionalismo árabe e, portanto, renunciaram ao imperialismo aberto. A solução encontrada foi amparar-se com a recém-criada Liga das Nações (1919), que deu, à Inglaterra e à França, o controle da região, sob a forma de mandatos, argumentando que esses domínios, anteriormente otomanos, não estavam, ainda, prontos para dar um passo responsável rumo à independência. Embora, legalmente, estes territórios fossem mandatos, na prática a Inglaterra e a França obtiveram o protetorado dessas regiões. A Síria ficou sob mandato francês. As zonas costeiras cristãs se separaram para se tornar o Líbano, outro protetorado francês. O Iraque, por sua vez, ficou sob mandato britânico, que se transformou no "Reino do Iraque" e um dos filhos do xerife de Huceine, Faiçal, foi instalado como rei do Iraque. A Palestina tornou-se o "Mandato Britânico da Palestina", e foi dividida ao meio. A metade oriental da Palestina se tornou o "Emirado da Transjordânia" para fornecer um trono para o outro filho de Huceine, Abdullah I. A metade ocidental da Palestina foi colocada sob administração direta britânica. A população judaica já considerável foi autorizada a aumentar. Inicialmente, este aumento foi autorizado sob proteção britânica. Assim, tanto na Jordânia como no Iraque, foram criadas monarquias por dois filhos de Huceine, procurando-se, dessa forma, evitar a promoção de novas rebeliões contra os britânicos e franceses, assim como haviam promovido contra os otomanos durante a Primeira Guerra Mundial.

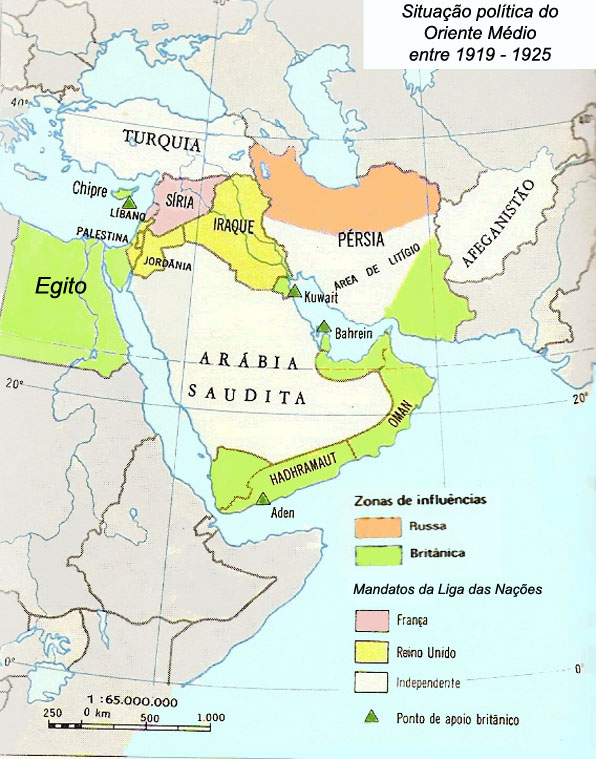
Mapa político do Oriente Médio entre 1919 e 1925, indicando os mandatos da Liga das Nações e as esferas de influências das potências europeias na região

Outro ponto de viragem na história do Oriente Médio veio quando o petróleo foi descoberto, em primeiro lugar na Pérsia em 1908 e mais tarde na Arábia Saudita (em 1938) e nos outros estados do Golfo Pérsico, e também na Líbia e na Argélia. O Oriente Médio, revelou-se, possuir a maior reserva mundial de fácil acesso de petróleo, o commodity mais importante no mundo industrial do século XX. Embora as empresas de petróleo ocidentais bombearam e exportaram quase todo o petróleo para abastecer a indústria automobilística em rápida expansão e outros desenvolvimentos industriais ocidentais, os reis e emires dos Estados petrolíferos tornaram-se imensamente ricos, permitindo-lhes consolidar a sua permanência no poder e dar-lhes uma participação na preservação da hegemonia ocidental sobre a região. A riqueza do petróleo também teve o efeito de deletérios de qualquer movimento em direção à reforma económica, política ou social que poderia ter surgido no mundo árabe, sob a influência da revolução kemalista na Turquia.
Durante as décadas de 1920, 1930 e 1940, a Síria e o Egito fizeram movimentos para a independência. Em 1919, Saad Zaghloul orquestrou manifestações em massa no Egito, conhecido como Primeira Revolução. Quando Zaghloul, mais tarde se tornaria primeiro-ministro, a repressão dos motins anticoloniais ingleses causou a morte de cerca de 800 pessoas. Em 1920, as forças sírias foram derrotadas pelos franceses na Batalha de Maysalun e as forças iraquianas foram derrotadas pelos ingleses quando se revoltaram. Em 1922, o independente (nominal) Reino do Egito do Reino Unido foi criada após a emissão do governo britânico da declaração unilateral de independência do Egito. Embora o Reino do Egito foi tecnicamente "neutro" durante a Segunda Guerra Mundial, Cairo logo se tornou uma importante base militar para as forças britânicas e o país foi ocupado. Os ingleses foram capazes de fazer isso por causa de um tratado de 1936 pelo qual o Reino Unido alegava que tinha o direito de estacionar tropas em solo egípcio para proteger o Canal de Suez. Em 1941, o golpe de Rashid Ali al-`Gaylānī no Iraque levou à invasão britânica do país durante a guerra anglo-iraquiana. A invasão britânica do Iraque, foi seguido pela invasão aliada da Síria e Líbano e da invasão anglo-soviética do Irã.
Na Palestina, as forças conflitantes do nacionalismo árabe e do sionismo criaram uma situação que os britânicos não conseguiam resolver nem se desvincular. A ascensão ao poder do ditador alemão Adolf Hitler na Alemanha havia criado uma nova urgência na busca sionista para imigrar para a Palestina e criar um estado judaico ali. Um Estado palestino foi também uma alternativa atraente para os líderes árabes e persas, britânicos e franceses perceberam o colonialismo e o imperialismo judeu sob a lógica do "inimigo do meu inimigo é meu amigo".
Os britânicos, os franceses e os soviéticos dividiram em muitas partes o Oriente Médio durante e após a II Guerra Mundial. Turquia, Arábia Saudita e os países do Oriente Médio, na península Arábica em geral permaneceram inalterados pela II Guerra Mundial. No entanto, após a guerra, os seguintes estados tiveram independência restaurada ou se tornaram independentes:
- 17 de outubro de 1941 - Irã (forças armadas do Reino Unido e da União Soviética retiraram-se)
- 22 de novembro de 1943 - Líbano
- 1 de janeiro de 1944 - Síria
- 22 de maio de 1946 - Jordânia (o mandato britânico terminou)
- 1947 - Iraque (as forças do Reino Unido retiraram-se)
- 1947 - Egito (forças armadas do Reino Unido retiraram-se da área do Canal de Suez)
- 16 de agosto de 1960 - Chipre

A luta entre árabes e judeus na Palestina culminou no plano de 1947 das Nações Unidas de dividir a Palestina. Este plano tentou criar um Estado árabe e um Estado judeu no estreito espaço entre o rio Jordão e o mar Mediterrâneo. Enquanto os líderes judeus aceitaram, os líderes árabes rejeitaram esse plano.
Em 14 de maio de 1948, quando expirou o mandato britânico, a liderança sionista declarou o Estado de Israel. Na guerra de 1948 entre árabes e israelenses que se seguiu, os exércitos do Egito, Síria, Transjordânia, Líbano, Iraque e Arábia Saudita interveio e foram derrotados por Israel. Cerca de 800 000 palestinos fugiram de áreas anexadas por Israel e se tornaram refugiados nos países vizinhos, criando assim o "problema palestino", que tem atormentado a região desde então. Aproximadamente dois terços dos 758 000 - 866 000 judeus expulsos ou que fugiram dos países árabes após 1948 foram absorvidos e naturalizados pelo Estado de Israel.
Em 16 de agosto de 1960, Chipre ganhou a sua independência do Reino Unido. O Arcebispo Makarios III, um carismático líder religioso e político, foi eleito o primeiro presidente de Chipre, independente, e em 1961 tornou-se o 99ª membro das Nações Unidas.

## Independência política

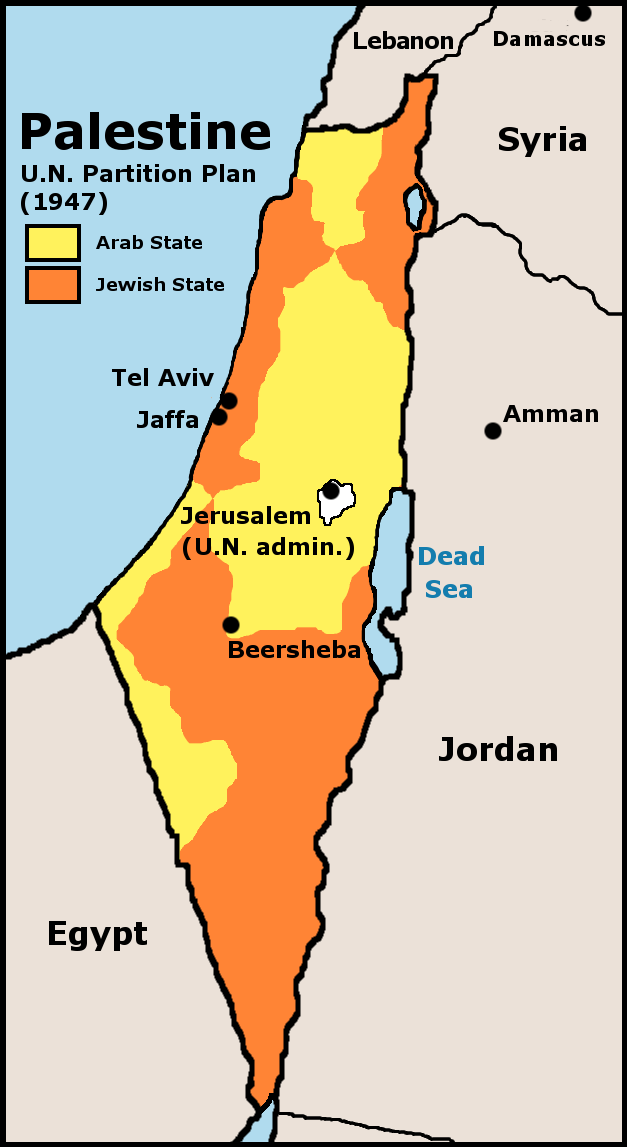
Mapa do Plano da ONU para a partição da Palestina de 1947

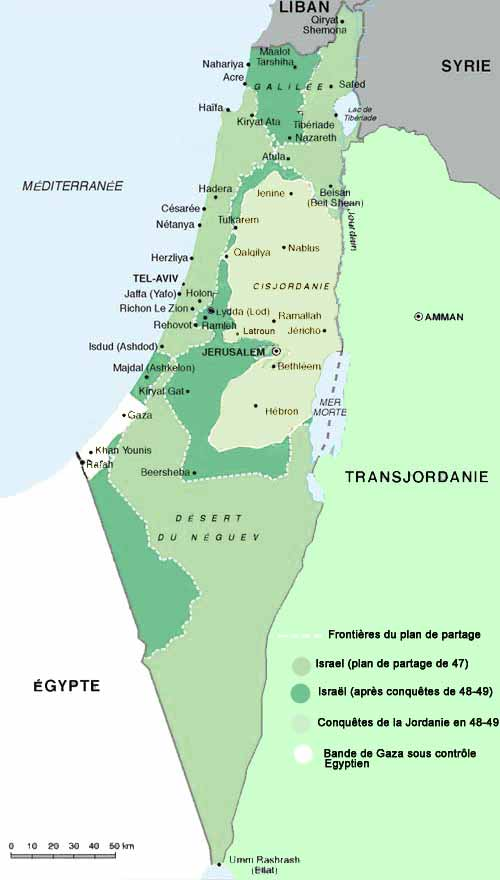
Comparação das fronteiras propostas no Plano da ONU para a partição da Palestina de 1947 e a linha do armisticio de 1949

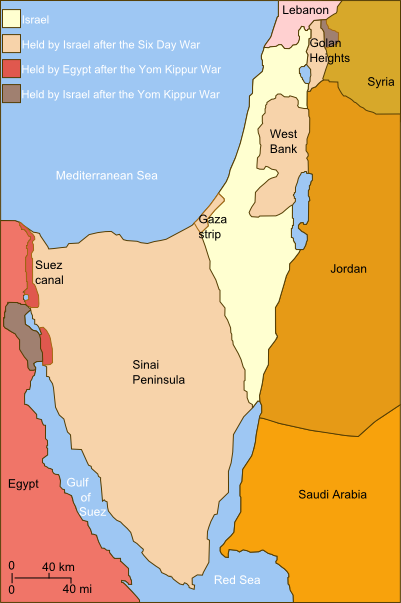
Mapa descritivo dos conflitos Árabe-israelenses

Após a Segunda Guerra Mundial (1939-1945), tornou-se politicamente insustentável o sistema de mandatos e, portanto, decidiu-se finalmente conceder independência total aos territórios administrados sob este sistema. No entanto, devido à importância do Oriente Médio, agora como o principal centro de produção de petróleo no mundo, as duas novas superpotências (Estados Unidos e União Soviética) não poderiam dar ao luxo de ignorá-lo. O Oriente Médio ingressa assim na própria Guerra Fria.
A partida das potências europeias do controle direto da região, a criação de Israel, e a crescente importância da indústria do petróleo, marcaram a criação do moderno Oriente Médio. Estes acontecimentos levaram a uma crescente presença dos Estados Unidos nos assuntos do Oriente Médio. Os EUA era o último garantidor da estabilidade da região e, a partir da década de 1950 a força dominante na indústria do petróleo. Quando as revoluções republicanas trouxeram regimes radicais antiocidentais ao poder no Egito, em 1954, na Síria, em 1963, no Iraque, em 1968, e na Líbia em 1969, a União Soviética, procurando abrir uma nova arena da Guerra Fria no Oriente Médio, aliou-se com governantes árabes, tais como Gamal Abdel Nasser do Egito, e Saddam Hussein do Iraque. Estes regimes ganharam apoio popular através de suas promessas de destruir o Estado de Israel, derrotar os EUA e outros "imperialistas ocidentais", e trazer prosperidade para as massas árabes. Quando falharam em cumprir suas promessas, esses regimes se tornaram cada vez mais despóticos.
No entanto, nem sempre as nações da região serão fantoches dócis nas mãos das superpotências, já que têm em seu poder o petróleo, o que fez adquirirem um enorme poder de negociação. Isto foi particularmente evidente durante o governo de Gamal Abdel Nasser no Egito. Este derrubou a monarquia em 1952, embora inicialmente apoiado pelos Estados Unidos, ele se distanciou, quando defendeu, sobretudo durante a Conferência de Jacarta (1955), que as nações do Terceiro Mundo deveriam seguir seu próprio caminho. Nasser se afasta da "boa vontade" dos Estados Unidos e da Europa, o que custou até mesmo uma tentativa de invasão pela Inglaterra e pela França em 1956, em resposta às suas necessidades de nacionalizar o Canal de Suez, em mãos britânicas desde 1875 (Crise de Suez). Nasser foi fortemente apoiado pela União Soviética, e a represa de Aswan foi construída em grande parte através do fluxo de capitais da esfera comunista.
Em resposta a este desafio aos seus interesses na região, os Estados Unidos se sentiram obrigados a defender os seus aliados restantes, as monarquias conservadoras da Arábia Saudita, Jordânia, Irã e os Emirados do Golfo Pérsico, cujos métodos de governo no entanto eram quase tão pouco atraentes aos olhos ocidentais como os dos regimes antiocidentais. O Irã, em particular, tornou-se um importante aliado dos Estados Unidos, até que uma revolução liderada pelo clero xiita derrubou a monarquia em 1979 e estabeleceu um regime teocrático (Revolução Iraniana), que foi ainda mais antiocidental do que os regimes seculares do Iraque ou da Síria. Isso forçou os Estados Unidos a uma estreita aliança com a Arábia Saudita.
O mais grave problema enfrentados no Oriente Médio, no entanto, foi o surgimento do Estado de Israel. Em 1948, expirou o mandato britânico sobre a Palestina e os judeus passaram a assumir o controle do Estado recém-independente. Jerusalém foi dividida em duas áreas, uma sob controle judaico e outro sob controle muçulmano, uma solução que naturalmente não agradou a ambas as partes, porque esta cidade é sagrada para ambas as fés. Os muçulmanos, preparados para a guerra, tentaram varrer Israel do mapa em 1949, mas falharam em sua tentativa (Guerra árabe-israelense de 1948). Em 1956, Israel consegue aumentar um pouco mais sua posição, ao colocar-se do lado anglo-francês contra o Egito durante a Guerra do Sinai. No entanto, os maiores benefícios foram obtidos em 1967 com a Guerra dos Seis Dias. Graças a isso, Israel adquiriu o controle total de Jerusalém, arrebatando a metade muçulmana da Jordânia (Cisjordânia), e apoderando-se das Colinas de Golã, até então nas mãos da Síria. Também conquistou todo o Sinai do Egito até à margem oriental do Canal de Suez, embora este último território viesse a ser restituído em 1975.
Em paralelo, deve ser notado que nem todas as aspirações nacionalistas foram apoiadas, mas somente aquelas que eram mais convenientes para os interesses ocidentais. Assim, a população palestina foi submetida ao poder de Israel. Em 1979, o Egito, sob o sucessor de Nasser, Anwar Sadat, concluiu um tratado de paz com Israel, acabando com a perspectiva de uma frente militar árabe unida. Os palestinos, abusando na sua busca para se tornarem cidadãos em seu próprio estado, encontraram a sua saída no terrorismo, desenvolvido pela Organização para a Libertação da Palestina, liderada por Yasser Arafat, e outros grupos terroristas mais ou menos radicais; recorreu-se, assim, a uma campanha prolongada de violência contra Israel, contra os norte-americanos, judeus e contra alvos ocidentais em geral, como um meio de levar ao enfraquecimento de Israel e minar o apoio ocidental para os israelenses. Os palestinos foram apoiados, em graus variados, pelos regimes da Síria, Líbia, Irã e Iraque. O ponto alto desta campanha surgiu em 1975 na Assembleia Geral das Nações Unidas com a Resolução 3379 que condenou o sionismo como uma forma de racismo e à recepção dada a Arafat pela Assembleia Geral das Nações Unidas. A Resolução 3 379 foi revogada em 1991 pela Resolução 4 686.
O caminho das negociações entre israelenses e palestinos ainda segue em zigue-zague, em parte pela resistência em alcançar um acordo pelos radicais ligados a ambos os lados do conflito. Outra reivindicação nacionalista que foi ignorada é a dos curdos, que se rebelam contra os otomanos durante a Primeira Guerra Mundial, mas uma vez que este conflito terminou, foram espalhados para além das fronteiras da Turquia, Síria e Iraque. Em tempos posteriores, as exigências nacionalistas dos curdos para criar um Estado nacional no Curdistão foram duramente combatidas por Saddam Hussein, ex-ditador do Iraque (Operação Anfal).

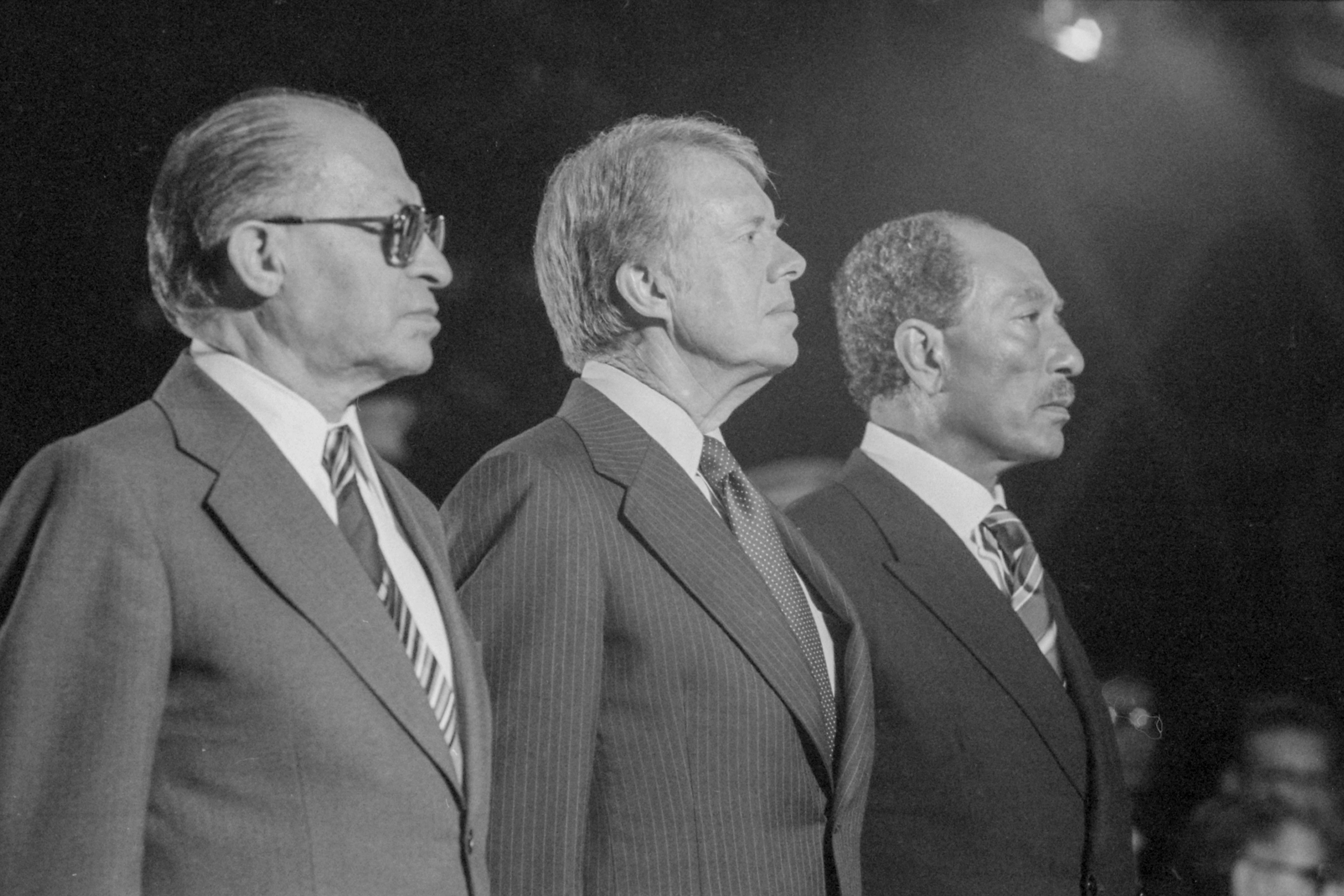
Menachem Begin, Jimmy Carter, e Anwar Sadat concluem um tratado de paz em 1978

Entre 1963 e 1974, o conflito que surgiu entre cipriotas gregos e cipriotas turcos em Chipre, levaram a retirada dos britânicos e uma violência entre as comunidades cipriotas e a posterior invasão turca de Chipre. O Conflito no Chipre ainda está em curso e não foi resolvido.
Outro país que tem desenvolvido um forte traço nacionalista, em um amargo confronto com o Ocidente, está o Irã. O primeiro-ministro Mohammed Mossadegh procurou emancipar-se dos interesses ocidentais, visando a nacionalizar a Anglo Iranian Oil Company, mas foi violentamente derrubado por um golpe organizado pelo xá Reza Pálavi, que criou um regime pró-ocidental em 1952. A reação nacionalista viria mais tarde, do setor xiita radical, que liderado pelo aiatolá Ruhollah Khomeini derrubou o Xá, forçou-o ao exílio e tomou o poder na forma de uma teocracia fundamentalista e antiocidental rígida. Em resposta, os EUA financiaram Saddam Hussein para que travasse, entre 1980 e 1988, uma guerra contra o Irã. A chamada Guerra Irã-Iraque, finalmente, terminou sem alterar significativamente o equilíbrio da região.
O surgimento da figura do aiatolá Khomeini faz parte do chamado renascimento islâmico experimentado pela região na década de 1970. Em 1973, as potências árabes, especialmente o Egito e a Síria, estavam engajadas em uma nova guerra contra Israel (Guerra do Yom Kipur). Para evitar o apoio do Ocidente a Israel, os países árabes agruparam-se na Organização dos Países Exportadores de Petróleo (OPEP), dividiram quotas de exportação de petróleo, reduziram a produção deste, e criaram uma Crise do petróleo, que desencadeou uma crise econômica. Apesar do ocorrido, a OPEP terminaria entendendo-se com o Ocidente, a ideia de renascimento islâmico tinha sido lançada. O Islã também se tornou bandeira de luta pelas reivindicações sociais, em particular nos regimes petrolíferos em que a riqueza estava fortemente concentrada em mãos das grandes famílias, em meio a alguns grandes bolsões de pobreza. Depois de algumas décadas, isso não só estimulou o desenvolvimento do xiismo militante no Irã, mas também do terrorismo fundamentalista, como os talibãs do Afeganistão, ou a organização terrorista Alcaida.
A dissolução da União Soviética e o colapso do comunismo no início dos anos 1990 teve várias conseqüências para o Oriente Médio. Isso permitiu que um grande número de judeus soviéticos emigrasse da Rússia e da Ucrânia para Israel, fortalecendo ainda mais o Estado judaico. Possibilitou o corte da fonte de crédito, armamento e apoio diplomático aos regimes árabes antiocidentais, fragilizando as suas posições. Abriu a perspectiva de petróleo barato da Rússia, provocando uma descida no preço do petróleo e reduzindo a dependência do Ocidente em relação ao petróleo dos países árabes. Desacreditou o modelo de desenvolvimento através de socialismo de Estado autoritário, que o Egito (sob Nasser), Argélia, Síria e Iraque haviam seguido desde a década de 1960, deixando estes regimes politicamente e economicamente irrecuperáveis. Governantes como Saddam Hussein no Iraque cada vez mais voltaram para o nacionalismo árabe como um substituto para o socialismo.
O colapso da União Soviética, também permitiu aos Estados Unidos uma maior influência nos assuntos da região, sem visíveis ressalvas. Assim, em 1991, liderou uma coalizão de nações orquestrada pela Organização das Nações Unidas, para levar a guerra contra Saddam Hussein, que no ano anterior tinha invadido o seu pequeno vizinho, o Emirado do Cuaite. Cuaite tinha sido parte da província otomana de Baçorá, antes de 1918 e, portanto, em um sentido parte do Iraque, mas o Iraque tinha reconhecido a sua independência em 1960. Hussein foi forçado a retirar do Cuaite e o seu regime ficou sob fortes restrições. O presidente George H.W. Bush não fez, no entanto, uma derrubada do regime de Saddam Hussein, algo que os EUA mais tarde viriam a se arrepender. A Guerra do Golfo Pérsico e suas conseqüências trouxe uma presença permanente dos militares dos EUA na região do Golfo Pérsico, especialmente na Arábia Saudita, algo que ofendeu muitos muçulmanos.
No entanto, isso não foi suficiente e, em 2003, o presidente George W. Bush promoveu uma invasão em larga escala, sob o pretexto de que o Iraque tinha armas de destruição em massa (relatórios que posteriormente revelaram falsos), que terminou com a derrubada, captura, julgamento e execução de Hussein.
Até o momento, portanto, o Oriente Médio é predominantemente muçulmano, com países independentes que muitas vezes têm uma estrutura política muito simplificada, sendo governado com monarquias mais ou menos absolutas que obtêm recursos provenientes da exploração de petróleo e com grandes desigualdades sociais. Em alguns destes países têm se produzido processos de secularização, por exemplo na Turquia, ou são imperfeitos e têm uma enorme resistência, como no Egito, enquanto outros se estabeleceram um Islã mais radical, por exemplo, no Irã. Em meio a esse complicado quebra-cabeça geopolítico, é extremamente difícil prever o que vai acontecer a seguir na região.

## Oriente Médio contemporâneo

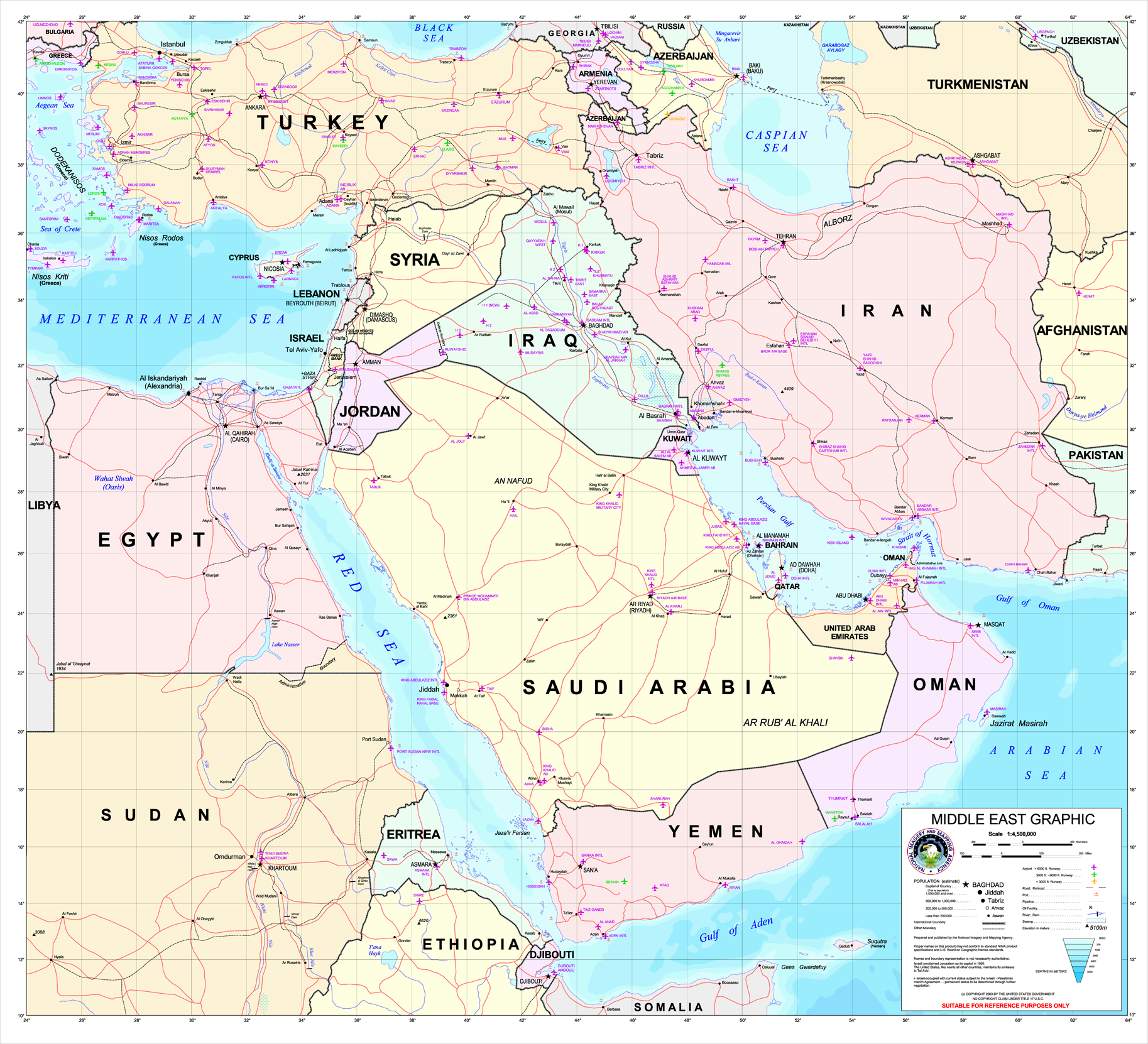
Um mapa mostrando os países normalmente considerados parte do Oriente Médio

Na década de 1990, muitos analistas ocidentais (e alguns do Oriente Médio) viram o Oriente Médio não apenas como uma zona de conflito, mas também uma zona de atraso. A rápida disseminação da democracia política e do desenvolvimento das economias de mercado na Europa Oriental, América Latina, Ásia Oriental e partes da África passou o Oriente Médio para trás. Em toda a região, apenas a Israel, Turquia e, em certa medida o Líbano e os territórios palestinos eram democracias. Outros países tinham órgãos legislativos, mas estes tinham pouco poder, e nos estados do Golfo Pérsico a maioria da população não pode votar de qualquer jeito, como eram trabalhadores convidados e não cidadãos. Muitos analistas árabes contra-argumentam que, como resultado direto da política externa do Ocidente, um Israel muito forte, duplos padrões de ocupação e destruição de uma nação que foi muito próspera na década de 1980, o regime de Saddam Hussein por forma de sanções e interferências, foi removido muito progresso que viriam naturalmente a essas nações.
Na maioria dos países do Oriente Médio, o crescimento das economias de mercado foi inibida por restrições políticas, corrupção e nepotismo, excesso de gastos em armas e projetos, prestígio e elevada dependência das receitas do petróleo. As economias bem-sucedidas na região foram as que a riqueza do petróleo combinaram com baixas populações, como o Catar, Barém e os Emirados Árabes Unidos. Nesses estados, o poder dos emires permitiu que algumas liberalizações políticas e sociais, mas sem abrir mão de seu próprio poder. No Líbano, depois de uma prolongada guerra civil na década de 1980, também reconstruiu a economia com bastante sucesso.
Até o final da década de 1990, o Oriente Médio como um todo foi ficando para trás a Europa, Índia, China e outras economias de mercado em rápido desenvolvimento, em termos de produção, comércio, educação, comunicações e praticamente todos os outros critérios de progresso econômico e social. A afirmação de que, se o petróleo foi subtraído, o total das exportações de todo o mundo árabe foram menores do que os da Finlândia foi citada com frequência. As teorias de autores como David Pryce-Jones, que os árabes foram presos em um "ciclo de atraso", da qual sua cultura não lhes permitiria escapar, eram amplamente aceitas no oeste e leste.
Nos primeiros anos do século XXI, todos esses fatores combinados para aumentar o conflito no Oriente Médio para uma nova altura, e para difundir as suas consequências em todo o globo. O fracasso da tentativa de Bill Clinton em negociar um acordo de paz entre Israel e os palestinos em Camp David em 2000 (Cúpula de Camp David de 2000) levou diretamente para a eleição de Ariel Sharon como primeiro-ministro de Israel e à Intifada de Al-Aqsa, caracterizada por ataques suicidas de alvos civis israelenses. Este foi o primeiro grande surto de violência desde os Acordos de Oslo de 1993.
Ao mesmo tempo, as falhas da maioria dos regimes árabes e a falência do radicalismo árabe secular conduziu a uma seção de árabes instruídos (e outros muçulmanos) para abraçar o islão, promovido tanto pelos clérigos xiitas do Irã e pela poderosa seita Uaabista da Arábia Saudita. Muitos dos militantes islâmicos ganharam treinamento militar, enquanto lutam contra as forças da União Soviética no Afeganistão.
Um deles era um rico saudita, Osama bin Laden. Depois de lutar contra os soviéticos no Afeganistão, ele formou a organização Alcaida, que foi responsável pelos atentados de 1998 a embaixada dos EUA na África, o ataque ao USS Cole e os atentados de 11 de setembro de 2001 contra os Estados Unidos. O ataque de 11 de Setembro, levou a administração do presidente dos EUA George W. Bush a lançar uma invasão do Afeganistão em 2001 para derrubar o regime Talibã, que abrigava Bin Laden e sua organização. Os EUA e seus aliados descreveram a operação como parte de uma "guerra global ao terrorismo".

### Século XXI

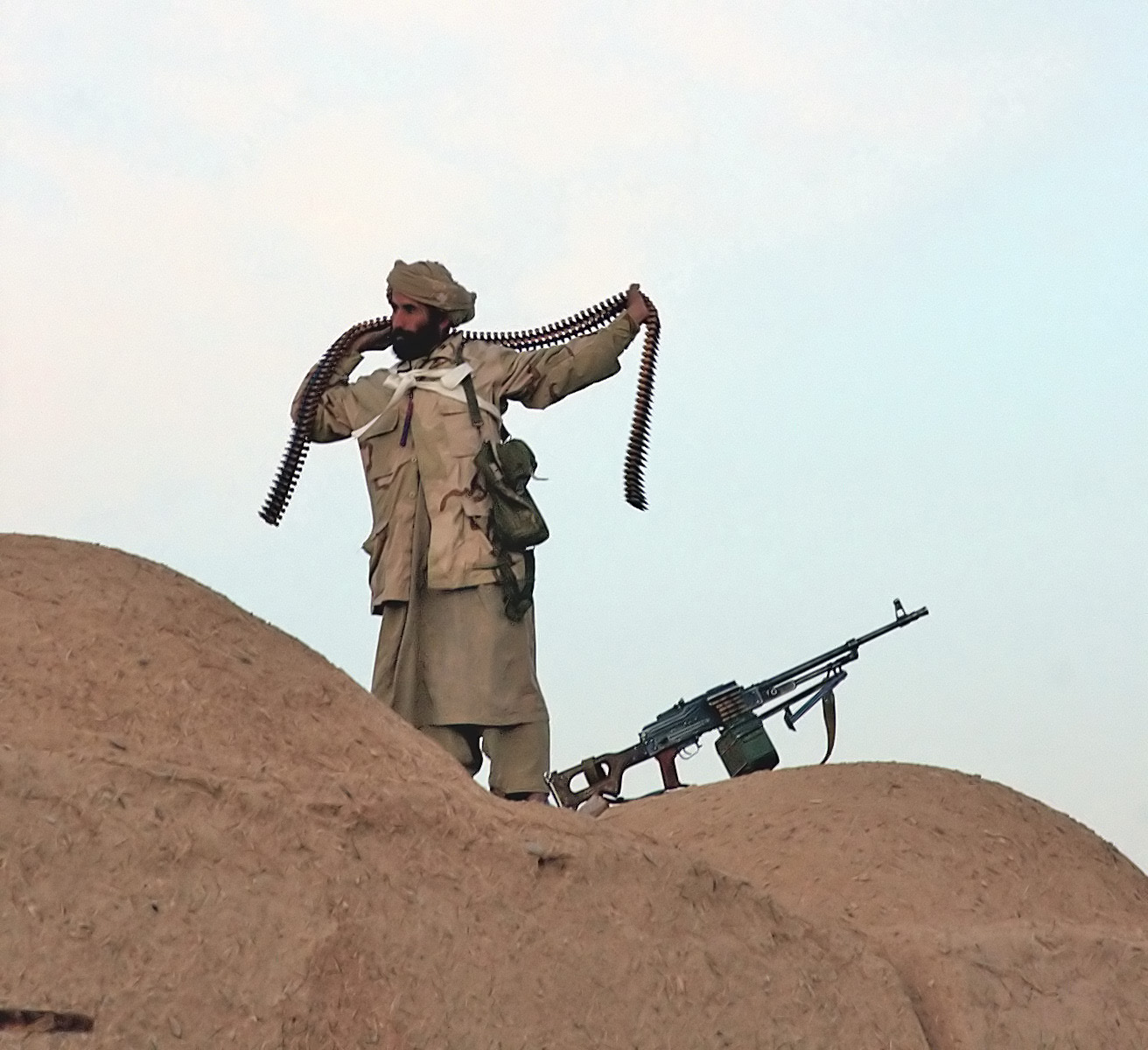
Um combatente das forças anti-Talibã na província de Helmand, no Afeganistão, em Janeiro de 2002

Durante 2002, a administração de Bush, liderada pelo secretário de Defesa, Donald Rumsfeld, desenvolveu um plano para invadir o Iraque, remover Saddam do poder e transformar o Iraque em um estado democrático com uma economia de livre mercado que, segundo se esperava, poderia servir de modelo para a resto do Oriente Médio. Quando os Estados Unidos e seus principais aliados, a Grã-Bretanha, Itália, Espanha e Austrália, não puderam garantir a aprovação das Nações Unidas para a invasão, os Estados Unidos invadiram o Iraque e derrubaram Saddam sem grande dificuldade em abril de 2003.
Os Estados Unidos são o maior consumidor de petróleo do mundo e o Iraque tem a segunda maior reserva de petróleo conhecida do mundo. Há razões para acreditar que, somente por isso, os Estados Unidos invadiram o Iraque.
O advento de um novo exército de ocupação ocidental em uma capital do Oriente Médio marcou um ponto de viragem na história da região. Apesar do sucesso das eleições (embora boicotada por grande parte da população sunita do Iraque), realizada em janeiro de 2005, o Iraque se desintegrou devido à falta de infraestrutura e segurança. A insurgência do pós-guerra se transformou em violência étnica persistente que o exército norte-americano tem sido incapaz de dominar. Muitos dos intelectuais do Iraque e a elite empresarial fugiram do país e o total de refugiados iraquianos já supera o êxodo dos palestinos após a criação de Israel, desestabilizando ainda mais a região. Um aumento sensível das forças dos Estados Unidos no Iraque foi, recentemente, muito bem-sucedida no controle da insurgência e estabilização do Iraque.
Em 2005, também, George W. Bush, protelou o Roteiro para a Paz entre Israel e os palestinos, embora essa situação começasse a mudar com a morte de Yasser Arafat em 2004. Em resposta, Israel mudou para uma solução unilateral, com o Muro da Cisjordânia para proteger Israel de ataques suicidas palestinos e a proposta de retirada unilateral da Faixa de Gaza. A barreira concluiu o que equivaleria a uma anexação de facto das áreas da Cisjordânia por Israel.
Em 2006, eclodiu um novo conflito entre Israel e a milícia xiita Hezbollah no sul do Líbano, com a chamada "Guerra de Julho". O que seria um conflito de longa duração localizado entre as forças israelenses e militantes palestinos na Faixa de Gaza deflagrou-se em 12 de julho de 2006, quando militantes do Hezbollah capturaram dois soldados israelenses que faziam patrulhamento ao longo da fronteira israelo-libanesa. Isto resultou no que é chamado de Guerra de Julho no Líbano, que durou pouco mais de um mês e em que mais de mil civis libaneses foram mortos, cerca de 120 soldados israelenses e 44 civis israelenses foram mortos, e tanto Israel como o Líbano foram submetidos a constantes bombardeios e ataques aéreos por parte do Hezbollah e Israel, respectivamente. Os ataques aéreos e ataques de mísseis se tornaram comuns entre as forças israelenses e a milícia Hezbollah. Os israelenses tentaram limpar a zona de segurança ao longo da fronteira israelo-libanesa livrando-se dos militantes do Hezbollah. Um relatório recente do Congresso dos Estados Unidos  argumentou que a participação indireta do Irã e da Síria, na medida em que permitiu e facilitou o "armamento, treinamento e financiamento" do Hezbollah, significou que a guerra de um mês foi realmente um conflito direto entre Israel e Irã-Síria por mandato.